# 阿吉扎·奥斯曼医院
阿吉扎·奥斯曼医院（阿拉伯语：‎）位于突尼斯共和国首都突尼斯的一所医院，以突尼斯古代慈善家阿吉扎·奥斯曼的名字命名。